# 帕利奇

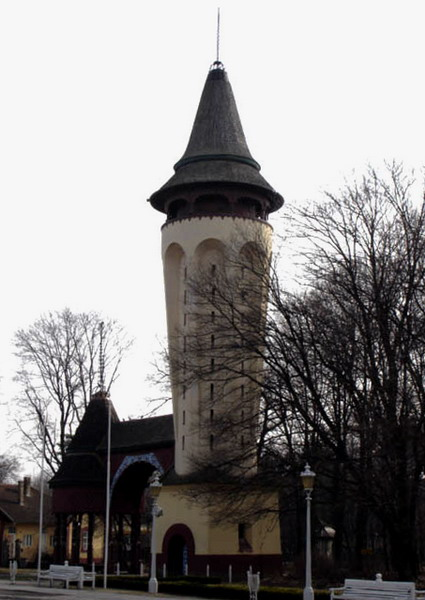

帕利奇是塞爾維亞的城鎮，由北巴奇卡州負責管轄，位於該國北部，距離首府蘇博蒂察8公里，面積103平方公里，海拔高度99米，每年平均降雨量505毫米，2002年人口7,668。

## 外部連結
- www.palic.rs Official tourism site of Palić Resort
- Palić Virtual Tour （页面存档备份，存于）
- Palić Resort on WikiVoyage （页面存档备份，存于）
- www.palic-palics.rs - Official web site （页面存档备份，存于）
- History of Palić （页面存档备份，存于）
- Map of Palić Resort （页面存档备份，存于）